# Sollicitudo omnium ecclesiarum (Pius XI.)
Mit der Päpstlichen Bulle Sollicitudo omnium ecclesiarum („Sorge für alle Kirchen“) vom 25. Januar 1929 wurden durch Papst Pius XI. in Brasilien zwei neue Bistümer festgelegt. 
Die große Diözese São Carlos in Rio de Janeiro zeigte erhebliche Verwaltungsprobleme, so dass der Apostolische Nuntius dem Papst eine Reorganisation vorschlug. Nach der Auswertung aller Untersuchungsprotokolle kam man zu dem Ergebnis die Diözese São Carlos aufzuteilen. Mit der Päpstlichen Bulle erfolgte die Neugliederung in die Diözesen Jaboticabal (Jaboticabalensis) und Rio Preto (Riopretensis), beide Diözesen unterstanden bis 2025 dem Erzbistum Ribeirão Preto.